# Comarca de Vigo
La Comarca de Vigo, és una comarca situada en la costa sud de Galícia, a la Província de Pontevedra. Limita al nord amb la comarca de Pontevedra, a l'est amb les comarques d'O Condado, A Paradanta i O Ribeiro (Ourense), al sud amb O Baixo Miño i a l'oest amb O Morrazo i l'oceà Atlàntic.
Se sol confondre la comarca oficial de Vigo amb l'Àrea Metropolitana de Vigo, però en realitat no es corresponen, car formen part d'aquesta Àrea Metropolitana, a part dels municipis que integren la comarca, també els de Cangas i Moaña (Comarca do Morrazo) i el de Salvaterra de Miño (Comarca do Condado). La formen els municipis de:
- O Porriño
- Baiona
- Fornelos de Montes
- Gondomar
- Mos
- Nigrán
- Pazos de Borbén
- Redondela
- Salceda de Caselas
- Soutomaior
- Vigo

## Població
- Habitants: 424.765 (2011)[4]
- Població estrangera: 14.540 (2005)
- Edat mitjana: 40.9 anys (2005)
- Saldo vegetatiu: +502 (2004)
- Saldo migratori: +2.044 (2004)

| Municipi           | 1991    | 1996    | 2001    | 2005    | 2009    |
| ------------------ | ------- | ------- | ------- | ------- | ------- |
| Baiona             | 9.690   | 10.499  | 10.873  | 11.521  | 12.091  |
| Fornelos de Montes | 2.194   | 2.410   | 2.230   | 2.057   | 1.976   |
| Gondomar           | 10.440  | 11.147  | 11.631  | 12.685  | 13.841  |
| Mos                | 13.340  | 13.755  | 13.920  | 13.996  | 14.650  |
| Nigrán             | 14.008  | 15.197  | 16.302  | 17.281  | 18.021  |
| Pazos de Borbén    | 3.403   | 3.287   | 3.089   | 3.160   | 3.170   |
| O Porriño          | 15.093  | 15.749  | 16.076  | 16.576  | 17.475  |
| Redondela          | 27.751  | 28.893  | 29.090  | 29.863  | 30.001  |
| Salceda de Caselas | 5.696   | 6.074   | 6.349   | 7.176   | 8.289   |
| Soutomaior         | 4.907   | 5.236   | 5.398   | 5.956   | 6.867   |
| Vigo               | 278.050 | 286.774 | 287.282 | 293.725 | 298.648 |
| Total              | 384.572 | 398.981 | 402.240 | 413.996 | 425.029 |